# أغوسان ديل سور
أغوسان ديل سور هي مقاطعة في الفلبين، تتبع كاراجا، بلغ عدد سكانها 656٬418 نسمة، في 2010، عاصمتها بروسبريداد، تبلغ مساحتها 9٬989٫52 كيلومتر مربع، رمزها البريدي هو 8500–8513.

## الموقع
تشترك في الحدود مع:
- ميساميس أوريانتال.

## التقسيمات الإدارية
- بايوجان
- Bunawan [الإنجليزية]‏
- Esperanza, Agusan del Sur [الإنجليزية]‏
- La Paz, Agusan del Sur [الإنجليزية]‏
- Loreto, Agusan del Sur [الإنجليزية]‏
- بروسبريداد
- Rosario, Agusan del Sur [الإنجليزية]‏
- San Francisco, Agusan del Sur [الإنجليزية]‏
- San Luis, Agusan del Sur [الإنجليزية]‏
- Santa Josefa [الإنجليزية]‏
- Sibagat [الإنجليزية]‏
- Talacogon [الإنجليزية]‏
- Trento, Agusan del Sur [الإنجليزية]‏
- Veruela [الإنجليزية]‏.